# Gymnostreptus vulgatus
Gymnostreptus vulgatus är en mångfotingart som först beskrevs av Carl Oscar von Porat 1888.  Gymnostreptus vulgatus ingår i släktet Gymnostreptus och familjen Spirostreptidae. Inga underarter finns listade i Catalogue of Life.